# Celebessee

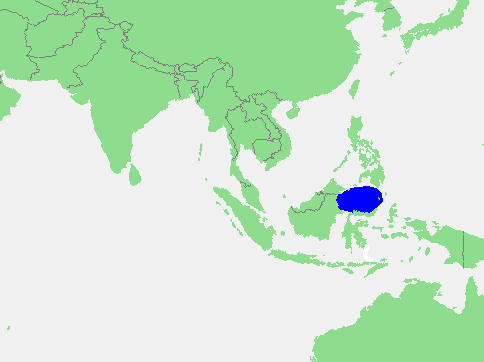
Lage der Celebessee

Die Celebessee (oder auch Sulawesisee) ist ein 472.000 km² großes Randmeer des Pazifischen Ozeans.

## Geografie

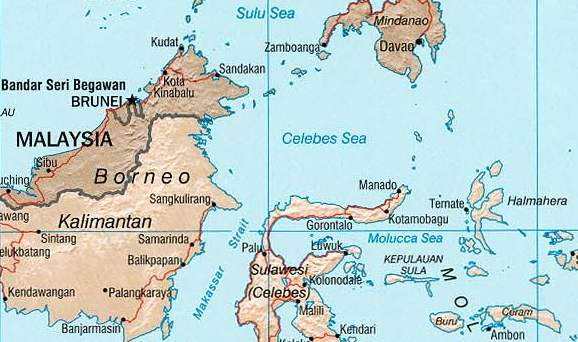
Karte mit der Celebessee

Die Celebessee befindet sich nördlich der indonesischen Insel Sulawesi, im Westen liegt die Insel Borneo mit der malaysischen Provinz Sabah sowie der indonesischen Provinz Kalimantan Timur und in nordöstlicher Richtung die philippinische Insel Mindanao.
Im Osten liegt der Pazifische Ozean, im Nordosten die Philippinensee und im Norden der Sulu-Archipel, der die Grenze zur Sulusee darstellt. Im Südwesten führt die Makassarstraße in die Javasee, im Südosten liegt die Molukkensee.
Die Celebessee hat eine durchschnittliche Tiefe von 3.291 Meter. Dies ergibt ein Wasservolumen von 1.553.000 km³.
In nord-südlicher Ausdehnung erstreckt sie sich 675 Kilometer und von Westen 837 Kilometer in Richtung des Sangihe-Archipels und des Talaud-Archipels.
In ihrem nördlichen Teil liegt zirka 80 km vor der Südküste von Mindanao
die größte Meerestiefe des Gewässers bei etwa 6.220 m.

## Entstehung
Das Meer hat die Form eines Beckens. An den Rändern befinden sich schmale Schelfe, die über 6.200 Meter in die Tiefe abfallen. Es ist Teil eines alten ozeanischen Tiefseebeckens, das vor 42 Millionen Jahren geformt wurde. Seit 20 Millionen Jahren drückt die Bewegung der Erdkruste das Celebesbecken in Richtung der indonesischen und philippinischen Vulkane. Vor 10 Millionen Jahren wurde die Celebessee von kontinentalen Ablagerungen überschwemmt. Auch Kohle gelangte von den schnell anwachsenden Bergen Borneos in das Meer, während das Becken zudem gegen die eurasische Platte stieß.

## Klima
Es herrscht das ganze Jahr über ein feucht-tropisches Klima.
Über ein System zwischen dem Celebesbecken und dem Philippinengraben findet der Wasseraustausch mit dem Pazifischen Ozean statt. Im Sommer drückt der Monsunwind das Wasser über die Makassarstraße in die Javasee.

## Umwelt
In der Celebessee gibt es eine vielfältig maritime, noch weitgehend unbekannte Tier- und Pflanzenwelt. Hier kommen 26 der insgesamt 78 weltweit bekannten Walarten vor und ungefähr 580 verschiedene Korallen. Es gibt Delphine, Meeresschildkröten, Barrakudas, Mantarochen, reichlich Thunfisch und viele andere Tiere.
In der Celebessee verursacht die Versauerung des Wassers das Sterben von Korallenriffen, wodurch den Fischen der Lebensraum genommen wird.
Im September 1997 wurde eine neue Art der Quastenflosser bei Manado/Nordsulawesi entdeckt, die sogenannten Manado-Quastenflosser, über die noch sehr wenig bekannt ist.

## Piraterie
Die Celebessee ist bekannt für Piraten, die mit modernster Technik wie Schnellbooten, Radar und GPS ausgerüstet sind und nicht nur Fischerboote überfallen, sondern auch große Containerschiffe. Um den Urlaubern ausreichend Schutz zu gewähren, hat die malaysische Regierung Seestreitkräfte in das Gebiet verlagert, um zu verhindern, dass Piraten Menschen gefährden. 
Im Jahr 2000 hatte die islamistische Terrorgruppe Abu Sayyaf von der Ferieninsel Sipadan zahlreiche Touristen und Hotelbedienstete entführt und auf der philippinischen Insel Jolo mehrere Monate als Geiseln gehalten.